# Khu du lịch sinh thái Trúc Lâm Viên
Trúc Lâm Viên là một khu du lịch văn hóa - nghệ thuật thuộc thôn K'long, xã Hiệp An, huyện Đức Trọng, tỉnh Lâm Đồng, cách trung tâm thành phố Đà Lạt khoảng 20 km và gần tuyến đường cao tốc đến sân bay Liên Khương. Khu du lịch được khởi công xây dựng vào năm 2006 và mới đi vào hoạt động trong những năm gần đây.
Trúc Lâm Viên còn có tên gọi khác là khu du lịch văn hóa nghệ thuật Trần Lê Gia Trang do doanh nghiệp tư nhân Trần Lê Gia Trang đầu tư. 
Khu du lịch Trúc Lâm Viên được kiến tạo trong diện tích khoảng 40 ha, với nhiều thắng cảnh thiên nhiên đẹp, chung quanh là đồi núi. Khu du lịch có nhiều công trình kiến trúc nhân tạo độc đáo và ấn tượng như: suối Thanh Lương, suối Dân Sinh, thác Bảy tầng, hồ Tam Bảo, hồ Định An, nhà Thủy Tạ, Vọng Nguyệt lầu, Nghinh Phong các.

## chú thích
1. ↑  “Trúc Lâm Viên”. Bản gốc lưu trữ ngày 4 tháng 10 năm 2013. Truy cập 9 tháng 2 năm 2015.